# Tán âm
Sự phân tán âm thanh (tán âm) là hiện tượng sóng âm bị tách thành tần số thành phần của nó khi truyền qua vật liệu. Tốc độ pha của sóng âm được xem như là một hàm của tần số. Do đó, sự phân tán tần số thành phần được đo bằng tốc độ thay đổi vận tốc pha khi sóng bức xạ đi qua một môi trường nhất định.

## Phương thức truyền băng thông rộng
Một kỹ thuật được sử dụng rộng rãi để xác định sự phân tán âm thanh là một phương pháp truyền dẫn băng thông rộng. Kỹ thuật này ban đầu được giới thiệu vào năm 1978 và đã được sử dụng để nghiên cứu tính chất phân tán của kim loại (1978), nhựa epoxy (1986), vật liệu giấy (1993) chất tương phản siêu âm (1998). Vào năm 1990 và 1993, phương pháp này đã xác nhận mối quan hệ Kramers-Kronig đối với sóng âm.
Áp dụng phương pháp này đòi hỏi phải có các phép đo vận tốc tham chiếu để thu được các giá trị cho sự phân tán âm thanh. Điều này được thực hiện bằng cách xác định (thường) tốc độ của âm thanh trong nước, độ dày của mẫu thử và phổ pha của từng xung của hai xung siêu âm truyền qua.

## Suy hao phân tán
- Sự suy giảm âm thanh